# James Sisnett
James Emmanuel Sisnett, född 22 februari 1900 i Saint George i Barbados i dåvarande Brittiska Västindien, död 23 maj 2013 i Christ Church i Barbados, var en barbadisk smed, sockerbruksarbetare och lantbrukare, det sistnämnda till år 2000 då han vid 100 års ålder pensionerade sig, och då han avled 113 år och 90 dagar gammal den verifierat äldsta barbadiern någonsin, den 15:e av hittills endast 18 fullt verifierade män som levt till minst 113 års ålder, den 13:e äldsta fullt verifierade mannen någonsin (innan polack-israelen Israel Kristal och japanen Masazō Nonaka passerade om den 14 december 2016 respektive 23 oktober 2018) samt den näst äldsta då levande mannen efter den cirka tre år äldre japanen Jiroemon Kimura, som avled bara 19 dagar senare. Sisnett och Kimura var de sista levande männen födda under 19:e århundradet (1801–1900).
Sisnett hade 11 barn (varav 9 levde vid hans död), 25 barnbarn och 19 barnbarns barn. Långa liv förekom i hans familj: Två av hans systrar levde till 100 års ålder och två andra syskon blev 98 respektive 99 år gamla.